# Isola Dark
L'isola Dark (isola scura) fa parte dell'arcipelago Kodiak ed è situata nel golfo dell'Alaska, (USA). Si trova 3,2 km a nord di Shuyak. Amministrativamente appartiene al Borough di Kodiak Island ed è disabitata. L'isola ha una superficie di 0,8 km² e il suo punto più alto tocca i 22 m.
Il nome attuale dell'isola è la traduzione di quello russo (ostrov Temnyj) con cui era stata registrata nel 1849 dalla Compagnia russo-americana.